# POSM
POSM роздатко́ві матеріа́ли, англ. POS (point of sale) materials — це матеріали, що сприяють просуванню бренду або товару на місцях продажів. POS-матеріали служать для додаткового привернення уваги і ефективного просування товарів.
Найефективніший спосіб привернути увагу покупця, що здійснює свій вибір в магазині — грамотне використовування POS-матеріалів (POSM, Point of Sale Materials — засоби реклами в місцях продажів).

## Призначення
POSM зовнішнього оформлення інформують покупців про наявність певного товару в даному місці продажу
Покупці, вивчаючи POS-матеріали, швидко і легко одержують інформацію про переваги продукції. Таким чином, за рахунок інформативності і здатності привертати увагу до товару, POS-матеріали стимулюють продажі. Вміло спланувавши рекламну кампанію, можна навіть при скромному бюджеті успішно просувати свій товар в місцях продажів.

## Види
- листівка (англ. leaflet)
- «хитайко» (англ. wobbler)
- фірмові прилавки, ляди
- ростові фігури
- атрибутика з емблематикою фірми, чий товар просувається (попільнички, столики, гальби, касетони)

До POSM відносять не лише рекламні матеріали (воблер, шелфтокер, хард-постер, стопер, дверна наклейка, бренд-скотч, цінники, гірлянда), а й спеціальне торговельне обладнання, що встановлюється в супермаркетах, великих і невеликих магазинах, гастрономах, павільйонах (стійки зальні, горизонтальні та вертикальні металеві полиці, поличний дисплей, дисплей на струбцині, поличний оптимізатор, металева кліпса, дисплей під «шоу-бокс», корекс зовнішній/внутрішній, горизонтальна/вертикальна стрічка з висічкою, дисплей на прилавок, холодильник — купер).